# (10012) Тмутаракания
(10012) Тмутаракания (лат. Tmutarakania) — типичный астероид главного пояса, открыт 3 сентября 1978 года советскими астрономами Людмилой Карачкиной и Николаем Черных в Крымской астрофизической обсерватории и 9 марта 2001 года назван в честь средневекового города Тмутаракани.

## Обнаружение и именование
(10012) Тмутаракания
Открыт 3 сентября 1978 года в Крымской астрофизической обсерватории Н. С. Черных и Л. Г. Карачкиной.
Тмутаракань была русским княжеством на Таманском полуострове с десятого по двенадцатый век.
Оригинальный текст (англ.)10012 Tmutarakania
Discovered 1978 Sept. 3 by N. S. Chernykh and L. G. Karachkina at the Crimean Astrophysical Observatory.
Tmutarakania was a Russian principality in the Tamanian peninsula from the tenth to the twelfth centuries.
Источники: 20010309/MPCPages.arc; M.P.C. 42360.

## Орбита

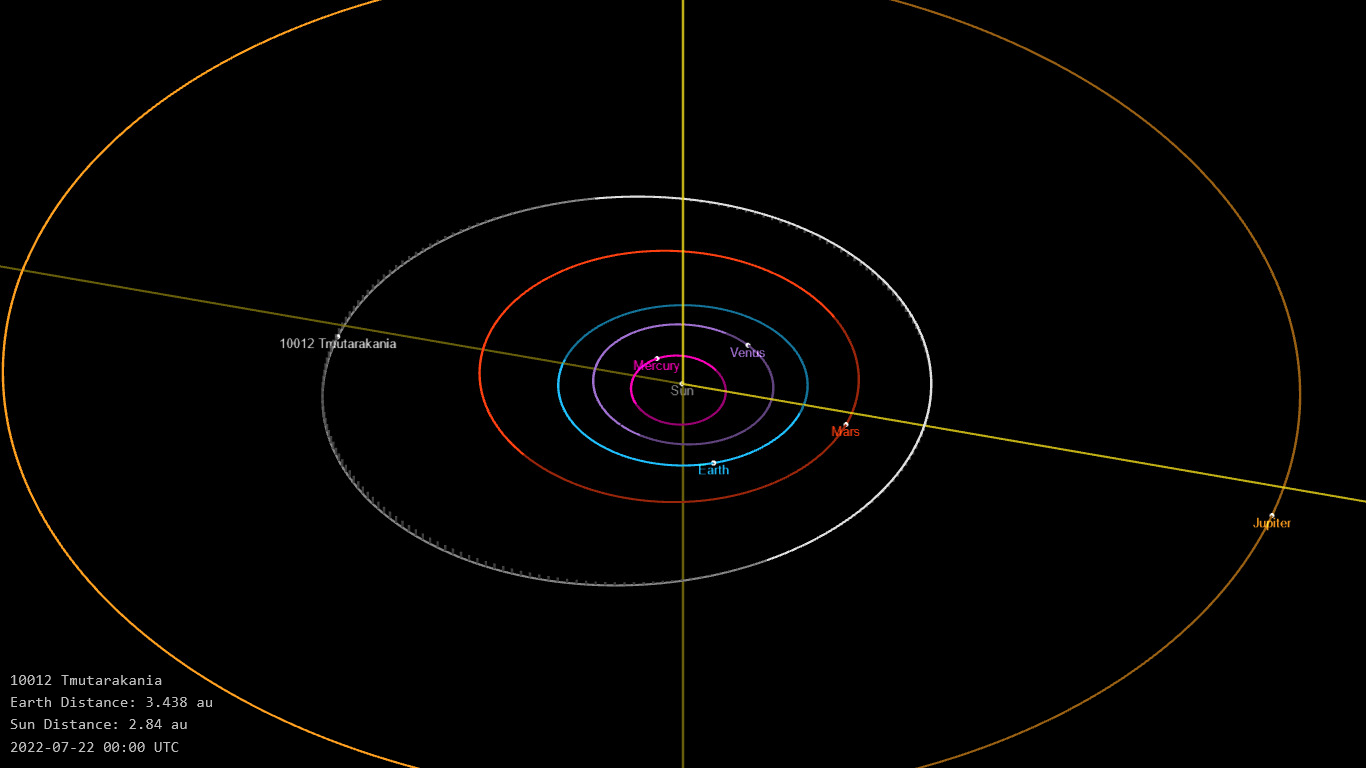
Орбита астероида Тмутаракания и его положение в Солнечной системе

## Физические характеристики
Астероид относится к таксономическому классу X.
По результатам наблюдений в видимом и ближнем инфракрасном диапазоне космического телескопа NEOWISE диаметр астероида оценивался равным 4,018±0,168 км. Согласно тем же источникам альбедо оценивается как 0,1901±0,0187 и 0,190±0,019.